# William Childs Westmoreland
William Childs Westmoreland, ameriški general, * 26. marec 1914, Spartanburg County, Južna Karolina, † 2005.